# Янош Мольнар
Янош Мольнар (угор. Molnár János, нар. 14 травня 1931, Будапешт — пом. 20 квітня 2000, Будапешт) — угорський футболіст, що грав на позиції нападника.
Виступав, зокрема, за клуб МТК (Будапешт), а також національну збірну Угорщини.

## Клубна кар'єра
У дорослому футболі дебютував 1952 року виступами за команду клубу МТК (Будапешт), кольори якої і захищав протягом усієї своєї кар'єри гравця, що тривала одинадцять років. У складі МТК був одним з головних бомбардирів команди, маючи середню результативність на рівні 0,39 голу за гру першості.
Помер 20 квітня 2000 року на 69-му році життя у місті Будапешт.

## Виступи за збірну
У 1960 році дебютував в офіційних матчах у складі національної збірної Угорщини. Протягом кар'єри у національній команді, яка тривала усього 1 рік, провів у формі головної команди країни 2 матчі.

## Титули і досягнення
- Чемпіон Угорщини (2):

МТК: 1953, 1957-58
- Володар Кубка Угорщини (1):

МТК: 1952
- Найкращий бомбардир чемпіонату Угорщини: 1958 (16)